# US-amerikanische Fußballnationalmannschaft der Frauen/Olympische Spiele
Der Artikel beinhaltet eine ausführliche Darstellung der US-amerikanischen Fußballnationalmannschaft der Frauen bei den Olympischen Spielen. Die USA konnten sich als einzige nordamerikanische Mannschaft für alle Fußballturniere der Frauen bei den Olympischen Spielen qualifizieren und belegt im Medaillenspiegel und der ewigen Tabelle Platz 1. Die USA wurden erster Olympiasieger der Frauen und sind mit fünf Titeln Rekord-Olympiasieger. Die USA erreichten als einzige Mannschaft sechsmal das Finale und bestritten die meisten Spiele (44 von bisher 46 möglichen Spielen).

## Die Nationalmannschaft bei den Olympischen Spielen

### Übersicht
| Olympische Spiele in | Teilnahme bis … | Gegner     | Ergebnis       | Trainer/in        | Bemerkungen und Besonderheiten                                         |
| -------------------- | --------------- | ---------- | -------------- | ----------------- | ---------------------------------------------------------------------- |
| Atlanta 1996         | Finale          | VR China   | Goldmedaille   | Tony DiCicco      |                                                                        |
| Sydney 2000          | Finale          | Norwegen   | Silbermedaille | April Heinrichs   |                                                                        |
| Athen 2004           | Finale          | Brasilien  | Goldmedaille   | April Heinrichs   | 1. Sieg einer Trainerin                                                |
| Peking 2008          | Finale          | Brasilien  | Goldmedaille   | Pia Sundhage      | 1. Sieg einer ausländischen Trainerin                                  |
| London 2012          | Finale          | Japan      | Goldmedaille   | Pia Sundhage      |                                                                        |
| Rio de Janeiro 2016  | Viertelfinale   | Schweden   | -              | Jill Ellis        | Niederlage im Elfmeterschießen                                         |
| Tokio 2020           | Spiel um Bronze | Australien | Bronzemedaille | Vlatko Andonovski | Sieger der CONCACAF-Qualifikation, im Halbfinale an Kanada gescheitert |
| Paris 2024           | Finale          | Brasilien  | Goldmedaille   | Emma Hayes        | Als Sieger der CONCACAF W Championship 2022 qualifiziert.              |

## Die Turniere

### Olympia 1996 in Atlanta
Bei der Bewerbung um die Olympischen Jahrhundertspiele hatte sich Atlanta überraschend gegen Athen durchgesetzt, das die ersten Spiele der Neuzeit 1896 ausgerichtet hatte und allein mit dieser Begründung ins Rennen gegangen war und lange als Favorit gegolten hatte. Die USA waren damit als Gastgeber automatisch qualifiziert aber auch bereits durch das Erreichen des WM-Viertelfinales 1995 für das erste olympische Frauenfußballturnier qualifiziert. Die USA starteten mit zwei Siegen gegen Dänemark und Schweden in das Turnier, durch ein 0:0 im letzten Gruppenspiel gegen die Volksrepublik China wurde dann aber nur der zweite Gruppenplatz belegt, da die Chinesinnen gegen die beiden europäischen Mannschaften mehr Tore erzielt hatten. Im Halbfinale gegen Weltmeister Norwegen benötigten die US-Girls dann die Verlängerung, in der die erst vier Minuten zuvor eingewechselte Shannon MacMillan den Siegtreffer per Golden Goal erzielte, um ins Finale gegen Gruppengegner China einzuziehen. Hier stand MacMillan dann wieder in der Startelf und erzielte das erste Tor zum 2:1-Sieg, den Tiffeny Milbrett nach dem zwischenzeitlichen Ausgleich sicherte.

### Olympia 2000 in Sydney
Für das zweite olympische Turnier hatten sich die USA durch das Erreichen des WM-Viertelfinales 1999 qualifiziert. Als amtierender Weltmeister trafen sie im ersten Spiel auf ihren Vorgänger, die Norwegerinnen und gewannen mit 2:0. Gegen China gab es wie vier Jahre zuvor im Gruppenspiel ein Remis, diesmal aber mit je einem Tor für beide Mannschaften. Mit einem 3:1-Sieg gegen Nigeria wurde bei gleichzeitiger Niederlage der Chinesinnen gegen Norwegen der Gruppensieg perfekt gemacht. Gegner im Halbfinale war Brasilien, das mit 1:0 besiegt wurde, so dass erneut das Finale erreicht wurde. Hier kam es zur Wiederholung des Auftaktspiels gegen Norwegen, diesmal aber mit dem besseren Ende für die Nordeuropäerinnen, die das Spiel in der Verlängerung mit 3:2 gewinnen konnten.

### Olympia 2004 in Athen
Für das Turnier in Peking mussten die USA erstmals spezielle Qualifikationsspiele bestreiten, da den einzelnen Konföderationen nun Startplätze zugeteilt wurden. Bei einem Turnier in Costa Rica gewannen sie zunächst in der Gruppenphase mit 7:0 gegen Trinidad & Tobago, dann mit 8:0 gegen Haiti und anschließend mit 2:0 gegen Mexiko. Durch ein 4:0 gegen den Gastgeber Costa Rica im Halbfinale qualifizierten sie sich dann für das olympische Fußballturnier. Das für die Qualifikation nicht mehr entscheidende Finale gewannen sie dann gegen Mexiko mit 3:2.
Beim dritten olympischen Frauenfußballturnier starteten die USA in der einzigen Vierergruppe und gewannen zum Auftakt mit 3:0 gegen Gastgeber Griechenland, für dessen Frauen es das erste Spiel bei einem großen Turnier war. Nach einem 2:0 gegen Brasilien reichte ein 1:1 gegen Australien zum Gruppensieg. Im erstmals ausgetragenen Viertelfinale wurde Japan mit 2:1 besiegt, im Halbfinale gelang dann mit einem 2:1 nach Verlängerung die Revanche für die Halbfinalniederlage bei der WM 2003 gegen Weltmeister Deutschland. Im Finale ging es dann wie bei den beiden vorherigen Auflagen wieder gegen einen Gruppengegner, diesmal Brasilien und erneut musste die Verlängerung für die Entscheidung sorgen. Mit dem 2:1 sorgte Abby Wambach in der 112. Minute für die Entscheidung.

### Olympia 2008 in Peking
Für das Turnier in Peking mussten die USA wieder Qualifikationsspiele bestreiten. Dabei setzten sie sich zunächst bei einem Turnier in Mexiko mit Siegen gegen Jamaika und den Gastgeber in der Gruppe durch und gewannen dann im Halbfinale gegen Costa Rica, womit sie für das olympische Fußballturnier qualifiziert waren. Das Finale gegen Kanada wurde dann im Elfmeterschießen gewonnen.
Zum Turnierauftakt verloren sie mit 0:2 gegen Norwegen, das damit den USA auch die zweite der bisher einzigen beiden Niederlagen bei Olympischen Spielen zufügte. Gegen Japan und Neuseeland wurden dann aber mit zwei Siegen noch der Gruppensieg perfekt gemacht, da die Norwegerinnen gegen Japan mit 1:5 verloren. Im Viertelfinale war dann Nachbar Kanada der Gegner, der als einer der beiden besten Gruppendritten die K.o.-Runde erreicht hatte. In einem Spiel, das wegen starken Regens zwischenzeitlich für 1:40 Stunde unterbrochen werden musste, setzten sich die USA erst in der Verlängerung mit 2:1 durch. Den Siegtreffer erzielte die erst zur Verlängerung eingewechselte Natasha Kai. Gegner im Halbfinale war Gruppengegner Japan, der zweite beste Gruppendritte. Mit 4:2 setzten sich die USA durch und trafen im Finale wie vier Jahre zuvor auf Brasilien, gegen das sie bei der WM 2007 im Halbfinale mit 0:4 verloren hatten und auf Revanche sinnten. Nach 90 torlosen Minuten gelang Carli Lloyd in der 96. Minute der Siegtreffer für die USA und damit die erfolgreiche Revanche.

### Olympia 2012 in London

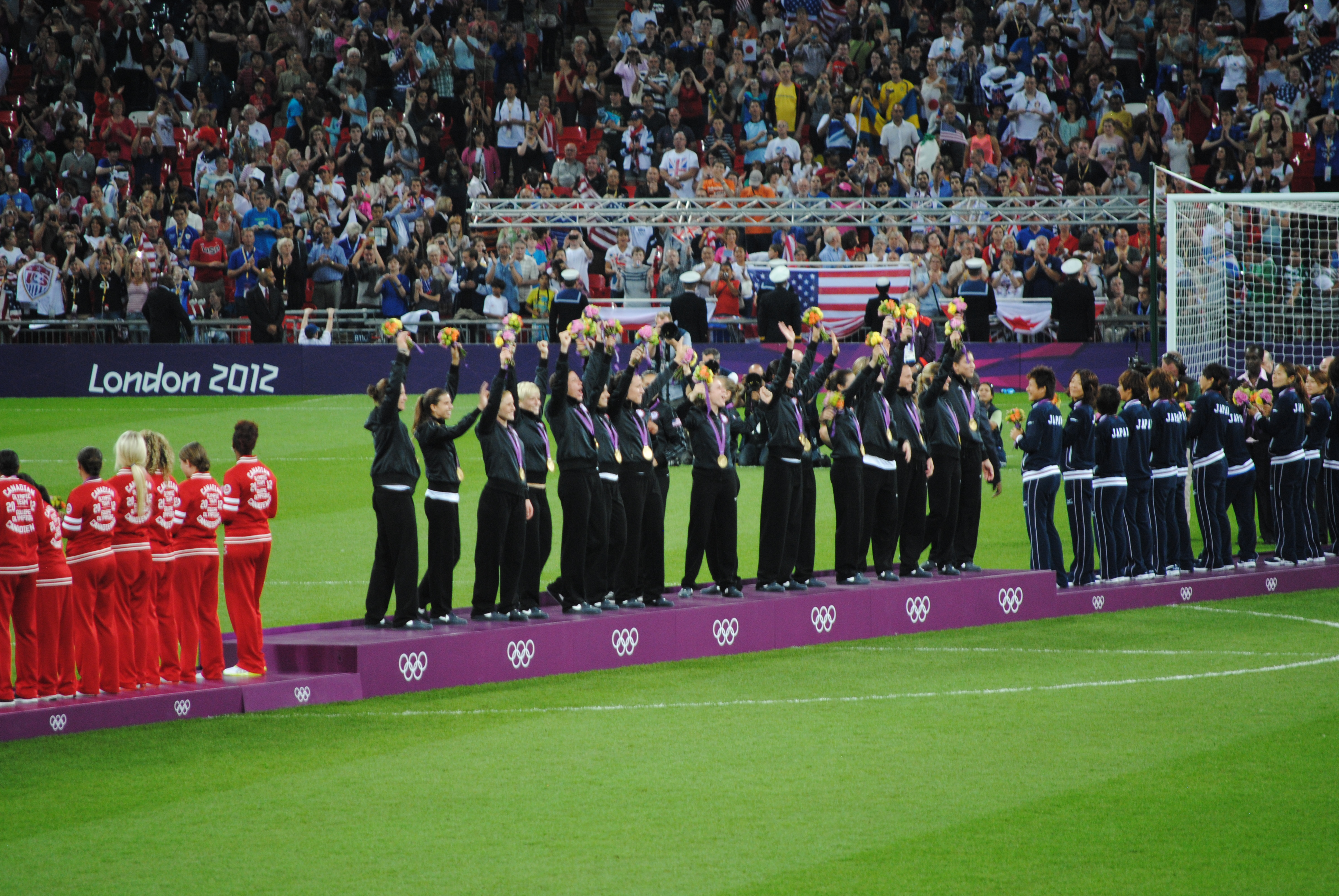
Die siegreiche US-Mannschaft bei der Siegerehrung

Für die Olympischen Spiele 2012 hatte sich auch New York City beworben, war aber bei der Vergabe an London gescheitert. Daher mussten die USA wieder Qualifikationsspiele bestreiten. Dabei gelang beim Turnier in Kanada im ersten Länderspiel gegen die Dominikanische Republik mit 14:0 der höchste Länderspiel-Sieg. Und auch beim 13:0 gegen Guatemala und 4:0 gegen Mexiko blieben sie ohne Gegentor. Wie vier Jahre zuvor qualifizierten sie sich dann im Halbfinale gegen Costa Rica für das olympische Fußballturnier und gewannen dann auch das Finale mit 4:0 gegen Gastgeber Kanada.
Zum Auftakt des olympischen Fußballturniers gewannen sie gegen die als Geheimfavoritinnen gehandelten Französinnen mit 4:2, besiegten dann Kolumbien mit 3:0 und Nordkorea mit 1:0. Im Viertelfinale folgte dann ein 2:0 gegen Neuseeland und im Halbfinale trafen sie dann auf Kanada. Nach 80 Minuten stand es 3:2 für die Kanadierinnen, als die Schiedsrichterin einen indirekten Freistoß im Strafraum der Kanadierinnen für die USA gab, weil die kanadische Torhüterin Erin McLeod den Ball länger als sechs Sekunden in der Hand gehalten hatte – ein Vergehen, das im internationalen Fußball kaum geahndet wird. Da eine kanadische Spielerin den Freistoß mit der Hand abwehrte, gab es einen Handelfmeter, den Abby Wambach zum 3:3 verwandelte. Da in der regulären Spielzeit keine weiteren Tore fielen, kam es zur Verlängerung, in der Alex Morgan in der dritten Minute der Nachspielzeit der Siegtreffer für die USA gelang. Im Finale folgte dann die Revanche für das verlorene WM-Finale von 2011 gegen Weltmeister Japan. Wie vier Jahre zuvor war wieder Carli Lloyd erfolgreich, diesmal sogar mit zwei Toren, so dass die USA sich für die WM-Finalniederlage revanchieren konnten.

### Olympia 2016 in Rio de Janeiro
Für die Spiele 2016 hatte sich auch Chicago beworben, war aber bei der Abstimmung bereits in der ersten Runde ausgeschieden. Für das Turnier in Rio de Janeiro mussten die USA daher wieder Qualifikationsspiele bestreiten. Dabei setzten sie sich bei einem Turnier im Februar 2016 auf heimischem Boden mit fünf Siegen durch, wobei diesmal Trinidad and Tobago der Gegner im Halbfinale war, die Kanadierinnen aber wieder im Finale. Die USA nahm damit zum zweiten Mal als amtierender Weltmeister teil. Die US-Amerikanerinnen waren zusammen mit Gastgeber Brasilien und Europameister Deutschland für die Auslosung in Topf 1 gesetzt, so dass sie in der Gruppenphase nicht auf diese beiden Mannschaften treffen konnten. Als Gegner wurden wie 2012 Frankreich und Kolumbien sowie Neuseeland, der Viertelfinalgegner von 2012 zugelost. Nach Siegen gegen Neuseeland und Frankreich sowie einem Remis gegen Kolumbien erreichten die US-Girls als Gruppensieger das Viertelfinale, wo sie auf Schweden, einen der beiden besten Gruppendritten, trafen. Gegen die von ihrer Ex-Trainerin Pia Sundhage trainierten Schwedinnen, mussten sie ins Elfmeterschießen worin sie mit 3:4 unterlagen und damit erstmals das Finale verpassten. Torhüterin Hope Solo sorgte für Aufregung mit dem Kommentar über das schwedische Team nach dem verlorenen Viertelfinale: „Ihr seid ein Haufen von Feiglingen!“ Das Internationale Olympische Komitee bezeichnete Solos Ausbruch als enttäuschend, werde aber keine formalen disziplinarischen Maßnahmen gegen sie einleiten. Der US-Verband fand ihre Aussagen jedoch „inakzeptabel“ und ließ sie für sechs Monate sperren. Die Trainerin der schwedischen Mannschaft Pia Sundhage sagte über den Vorfall: .. Ich kümmere mich einen Dreck darum. Ich fahre nach Rio, sie fährt nach Hause. Nach Ablauf der Sperre durch den US-Verband wurde sie aber nicht wieder für die Nationalmannschaft nominiert.

### Olympia 2020 in Tokio
Für das Turnier in Tokio mussten die USA wieder Qualifikationsspiele bestreiten. Dabei setzten sie sich bei einem Turnier im Februar 2020 auf heimischem Boden mit fünf Siegen durch, wobei diesmal Mexiko der Gegner im Halbfinale war, die Kanadierinnen aber wieder im Finale. Die USA nahm damit zum dritten Mal als amtierender Weltmeister teil. Aufgrund der COVID-19-Pandemie wurden die Spiele um ein Jahr verschoben und weitgehend ohne Zuschauer als Geister- und Fernsehspiele ausgetragen. In ihrem Auftaktspiel mussten die US-Amerikanerinnen nach 44 Spielen ohne Niederlage mit 0:3 gegen Schweden ihre bis dato höchste Niederlage in einem Spiel bei den Olympischen Spielen hinnehmen. Im zweiten Spiel gegen Neuseeland gelang ihnen dagegen mit 6:1 ihr höchster Sieg bei Olympischen Spielen und mit einem torlosen Remis gegen Australien qualifizierten sie sich noch als Gruppenzweite für das Viertelfinale. Hier trafen sie auf den Finalgegner der WM 2019, die Niederländerinnen, die in ihrer Gruppe mit 21 Toren einen neuen Torrekord für Olympische Spiele aufgestellt hatten. Nach einem 0:1-Rückstand konnten die US-Amerikanerinnen innerhalb von 3 Minuten das Spiel drehen, mussten aber dann durch das 10. Turniertor von Vivianne Miedema, die schon das 0:1 erzielt hatte, den Ausgleich zum 2:2 hinnehmen und dabei blieb es dann auch nach Verlängerung, da Torhüterin Alyssa Naeher in der 81. Minute einen Strafstoß halten konnte. Im entscheidenden Elfmeterschießen konnte Naeher dann wieder zwei Elfmeter halten und da alle angetretenen US-Schützinnen trafen, ging das Elfmeterschießen mit 4:2 zu Gunsten der Weltmeisterinnen aus. Im Halbfinale trafen sie wie 2012 beim letzten Olympiasieg auf Kanada. Durch einen Strafstoß verloren die US-Amerikanerinnen erstmals seit 20 Jahren wieder ein Spiel gegen den nördlichen Nachbar. Alyssa Naeher, die im Viertelfinale insgesamt drei Elfmeter gehalten hatte, stand da nicht mehr im Tor, denn sie musste nach einer Rettungstat verletzungsbedingt in der 30. Minute ausgewechselt werden. Das Spiel um die Bronzemedaille wurde dann mit 4:3 gegen Australien gewonnen.

### Olympia 2024 in Paris
Als Qualifikation diente die CONCACAF W Championship 2022, bei der sich das siegreiche Team direkt für die Spiele in Paris qualifizieren konnte. Der Zweite und Dritte spielten dann noch in Hin- und Rückspiel um ein weiteres Olympiaticket. Die US-Amerikanerinnen setzten sich in der Gruppenphase mit Siegen gegen Haiti, Jamaika und Mexiko durch, gewannen im Halbfinale gegen Costa Rica und dann auch das Finale wieder einmal gegen Kanada. Dabei erzielten sie insgesamt 13 Tore und blieben ohne Gegentor. Bei der Gruppenauslosung für das Turnier in Frankreich waren sie zusammen mit Weltmeister Spanien und Gastgeber Frankreich in Topf 1 gesetzt. Da Deutschland, die dritte europäische Mannschaft nicht in die Gruppen mit Frankreich oder Spanien gelost werden durfte, stand schon vor der Auslosung fest, dass die USA und Deutschland in eine Gruppe gelost werden mussten. Zudem wurden Australien und eine afrikanische Mannschaft zugelost, die sich erst nach der Auslosung qualifizieren konnte. Dies wurde Sambia, gegen das die US-Amerikanerinnen zuvor noch nicht gespielt hatten. Mit drei Siegen erreichten die USA das Viertelfinale, in dem mit 1:0 nach Verlängerung gegen Japan gewonnen wurde. Im Halbfinale trafen sie erneut auf Deutschland, gegen das in der Vorrunde mit 4:1 gewonnen wurde. Wieder gelang durch ein Tor in der Verlängerung der Sieg, so dass die USA zum sechsten Mal im Finale standen, dort zum dritten Mal auf Brasilien trafen und ihre fünfte Goldmedaille gewannen. Den 1:0-Siegtreffer erzielte Mallory Swanson in ihrem 100. Länderspiel.

## Statistiken

### Bilanz gegen die anderen Olympiasieger bei Olympischen Spielen
- Norwegen: 4 Spiele – 2 Siege, 2 Niederlagen – 6:6 Tore
- Deutschland: 3 Spiele – 3 Siege – 7:2 Tore
- Kanada: 3 Spiele – 2 Siege, 1 Niederlage – 6:5 Tore

## Spiele

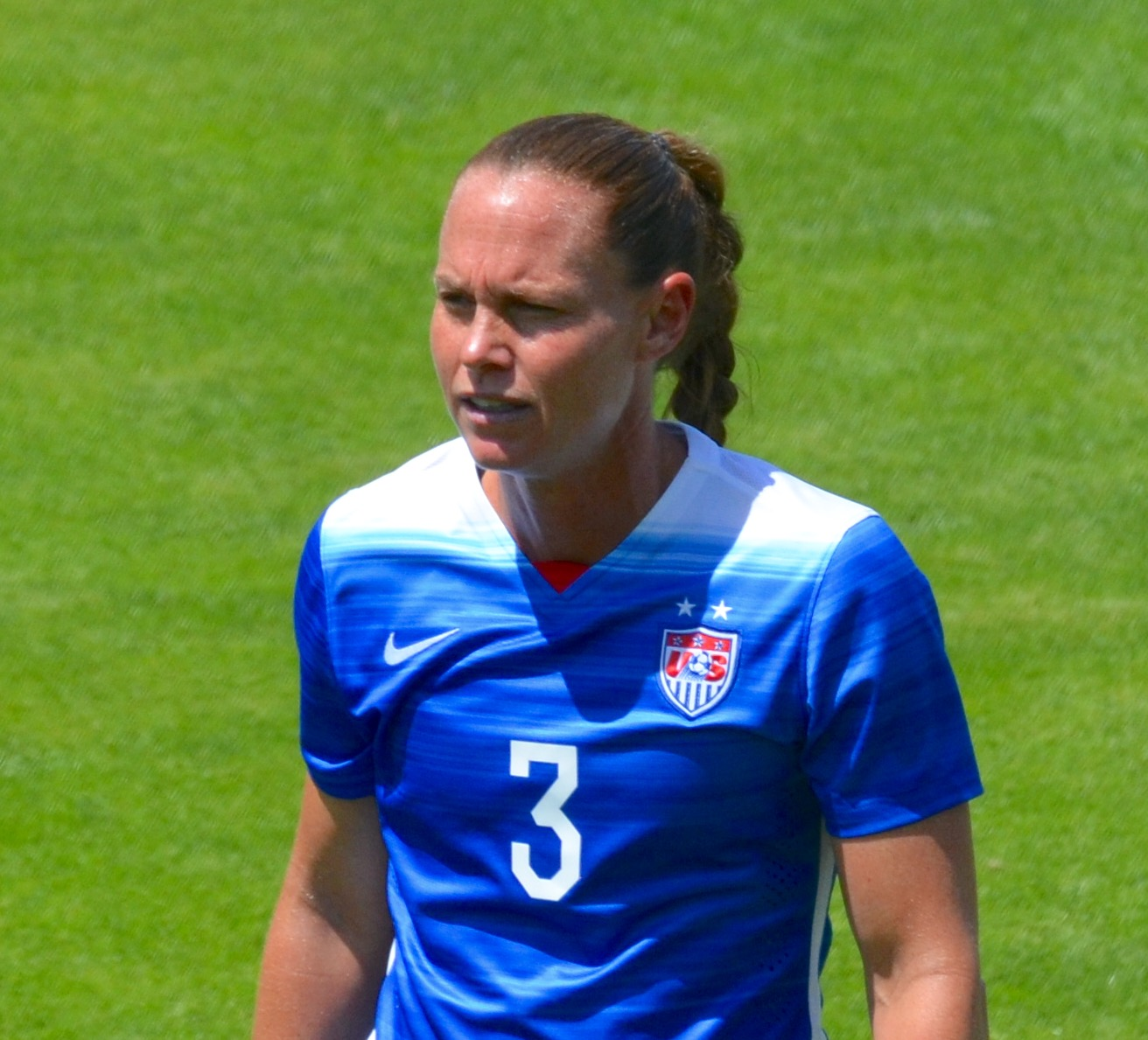
Christie Rampone, US-Spielerin mit den meisten Spielen bei Olympischen Spielen

Die USA bestritten bisher 44 Spiele bei den Olympischen Spielen – nur zwei mehr wären möglich gewesen. Davon wurden 33 gewonnen, vier verloren – zwei gegen Norwegen, eins gegen Schweden – und sieben endeten remis. Elfmal gingen Spiele in die Verlängerung, da ein Sieger ermittelt werden musste. Neun wurden durch Tore entschieden, acht davon gewonnen und eins verloren. Zwei Spiele wurden im Elfmeterschießen entschieden, wovon je eins gewonnen und verloren wurde.
Die USA hatten fünf Heimspiele und spielten einmal gegen den Gastgeber. Die USA spielten dreimal gegen den späteren Olympiasieger (2000 in der Vorrunde und im Finale, 2021 im Halbfinale) aber nie gegen den Titelverteidiger. Die USA spielte am häufigsten gegen Japan (5-mal), Australien, Brasilien, Neuseeland und Norwegen (je 4-mal). Häufigster letzter Gegner war Brasilien (3-mal, immer im Finale). Ein Spiel war das bisher erste (und einzige) gegen den jeweiligen Gegner.
Die USA spielten bisher gegen Mannschaften aller sechs Konföderationen und auch gegen deren Meister (14-mal), am häufigsten (je 4-mal) gegen den Ozeanien- und Südamerikameister sowie 3-mal gegen den Asienmeister. Dreimal trafen die USA auf den amtierenden Weltmeister, wobei sie immer gewannen.
Die meisten Spiele bestritten Carli Lloyd und Christie Rampone, die in 22 Spielen zum Einsatz kamen. Die meisten Tore erzielten Carli Lloyd (10) und Abby Wambach (9), die auf dem vierten bzw. achten Platz der Liste der besten Torschützinnen liegen.
| Nr. | Datum      | Ergebnis             | Gegner              | Austragungsort       | Anlass          | Bemerkung                                                                                                   |
| --- | ---------- | -------------------- | ------------------- | -------------------- | --------------- | --- |
| 1   | 21.07.1996 | 3:0                  | Dänemark            | Orlando              | Vorrunde        | |
| 2   | 23.07.1996 | 2:1                  | Schweden            | Orlando              | Vorrunde        | |
| 3   | 25.07.1996 | 0:0                  | Volksrepublik China | Miami                | Vorrunde        | |
| 4   | 28.07.1996 | 2:1 n. V.            | Norwegen*           | Athens               | Halbfinale      | Sieg Tournament Rio 2016, 100. Länderspiel von Joy Fawcett                                                  |
| 5   | 01.08.1996 | 2:1                  | Volksrepublik China | Athens               | Finale          | 1. Goldmedaillengewinn, 100. Länderspiel von Carla Overbeck, 117. und letztes Länderspiel von Carin Gabarra |
| 6   | 14.09.2000 | 2:0                  | Norwegen            | Melbourne (AUS)      | OS Vorrunde     | |
| 7   | 17.09.2000 | 1:1                  | Volksrepublik China | Melbourne (AUS)      | Vorrunde        | |
| 8   | 20.09.2000 | 3:1                  | Nigeria             | Melbourne (AUS)      | Vorrunde        | |
| 9   | 24.09.2000 | 1:0                  | Brasilien           | Canberra (AUS)       | Halbfinale      | |
| 10  | 28.09.2000 | 2:3 n. V.            | Norwegen            | Sydney (AUS)         | Finale          | Niederlage durch Golden Goal                                                                                |
| 11  | 11.08.2004 | 3:0                  | Griechenland        | Iraklio (GRE)        | Vorrunde        | Bisher einziges Spiel gegen Griechenland 50. Auswärtsspiel                                                  |
| 12  | 14.08.2004 | 2:0                  | Brasilien           | Thessaloniki (GRE)   | Vorrunde        | |
| 13  | 17.08.2004 | 1:1                  | Australien          | Thessaloniki (GRE)   | Vorrunde        | |
| 14  | 20.08.2004 | 2:1                  | Japan               | Thessaloniki (GRE)   | Viertelfinale   | |
| 15  | 23.08.2004 | 2:1 n. V.            | Deutschland*        | Iraklio (GRE)        | Halbfinale      | |
| 16  | 26.08.2004 | 2:1 n. V.            | Brasilien           | Piräus (GRE)         | Finale          | 2. olympische Goldmedaille 239. und letztes Länderspiel von Joy Fawcett                                     |
| 17  | 06.08.2008 | 0:2                  | Norwegen            | Qinhuangdao (CHN)    | Vorrunde        | |
| 18  | 09.08.2008 | 1:0                  | Japan               | Qinhuangdao (CHN)    | Vorrunde        | |
| 19  | 12.08.2008 | 4:0                  | Neuseeland          | Shenyang (CHN)       | Vorrunde        | 200. Spiel von Christie Rampone                                                                             |
| 20  | 15.08.2008 | 2:1 n. V.            | Kanada              | Shanghai (CHN)       | Viertelfinale   | 100. Länderspiel von Shannon Boxx                                                                           |
| 21  | 18.08.2008 | 4:2                  | Japan               | Peking (CHN)         | Halbfinale      | |
| 22  | 21.08.2008 | 1:0 n. V.            | Brasilien           | Peking (CHN)         | Finale          | 3. olympische Goldmedaille, 100. Länderspiel von Heather O’Reilly                                           |
| 23  | 25.07.2012 | 4:2                  | Frankreich          | Glasgow (GBR)        | Vorrunde        | 200. Länderspiel auf neutralem Platz Alex Morgan erzielt das 1.500. Tor für die USA                         |
| 24  | 28.07.2012 | 3:0                  | Kolumbien           | Glasgow (GBR)        | Vorrunde        | |
| 25  | 31.07.2012 | 1:0                  | Nordkorea           | Manchester (GBR)     | Vorrunde        | 500. Länderspiel der USA                                                                                    |
| 26  | 03.08.2012 | 2:0                  | Neuseeland          | Newcastle (GBR)      | Viertelfinale   | |
| 27  | 06.08.2012 | 4:3 n. V. (3:3, 0:1) | Kanada              | Manchester (GBR)     | Halbfinale      | |
| 28  | 09.08.2012 | 2:1                  | Japan*              | London (GBR)         | Finale          | Gewinn der 4. olympischen Goldmedaille                                                                      |
| 29  | 03.08.2016 | 2:0                  | Neuseeland          | Belo Horizonte (BRA) | Vorrunde        | |
| 30  | 06.08.2016 | 1:0                  | Frankreich          | Belo Horizonte (BRA) | Vorrunde        | |
| 31  | 09.08.2016 | 2:2                  | Kolumbien           | Manaus (BRA)         | Vorrunde        | |
| 32  | 12.08.2016 | 1:1 n. V.; 3:4 i. E. | Schweden            | Brasília (BRA)       | Viertelfinale   | |
| 33  | 21.07.2021 | 0:3                  | Schweden            | Chōfu (JPN)          | Vorrunde        | |
| 34  | 24.07.2021 | 6:1                  | Neuseeland          | Saitama (JPN)        | Vorrunde        | 100. Länderspiel von Lindsey Horan                                                                          |
| 35  | 27.07.2021 | 0:0                  | Australien          | Kashima (JPN)        | Vorrunde        | |
| 36  | 30.07.2021 | 2:2 n. V.; 4:2 i. E. | Niederlande         | Yokohama (JPN)       | Viertelfinale   | |
| 37  | 02.08.2021 | 0:1                  | Kanada              | Kashima (JPN)        | Halbfinale      | |
| 38  | 05.08.2021 | 4:3                  | Australien          | Kashima (JPN)        | Spiel um Bronze | |
| 39  | 25.07.2024 | 3:0                  | Sambia              | Nizza (FRA)          | Vorrunde        | Erstes Spiel gegen Sambia                                                                                   |
| 40  | 28.07.2024 | 4:1                  | Deutschland         | Marseille (FRA)      | Vorrunde        | |
| 41  | 31.07.2024 | 2:1                  | Australien          | Marseille (FRA)      | Vorrunde        | |
| 42  | 03.08.2024 | 1:0 n. V.            | Japan               | Paris (FRA)          | Viertelfinale   | |
| 43  | 06.08.2024 | 1:0 n. V.            | Deutschland         | Lyon (FRA)           | Halbfinale      | |
| 44  | 10.08.2024 | 1:0                  | Brasilien           | Paris (FRA)          | Finale          | Gewinn der 5. olympischen Goldmedaille                                                                      |

Anmerkung: Fett gesetzte Mannschaften waren zum Zeitpunkt des Spiels Kontinentalmeister, mit "*" markierte Mannschaften waren Weltmeister.

## Rekorde

### Mannschaft
- Die meisten Goldmedaillen: 5 (1996, 2004, 2008, 2012 und 2024)
- Die meisten Spiele: 44
- Die meisten Spiele mit Verlängerung: 11
- Die meisten Siege: 33
- Die meisten Siege in Folge: 13
- Die meisten Tore: 88
- Die meisten Tore in einem Turnier: 16 (2012)
- Die meisten Elfmeter: 4, davon einer nicht verwandelt
- Das älteste Team: 2012 mit 28 Jahren und 6 Monaten im Durchschnitt und damit auch ältestes Goldmedaillengewinnerteam
- Die häufigsten Final-Paarungen: USA – Brasilien (2004, 2008 und 2024)
- Die häufigsten Paarungen: 5× USA gegen Brasilien (2000, 2004/2, 2008, 2024), USA gegen Japan (2004, 2008/2, 2012, 2024) und Brasilien gegen Deutschland (1996, 2000/2, 2008/2)

Die US-Mannschaft erzielte ihre höchsten Siege gegen folgende Länder bei Olympischen Spielen:
- Griechenland 3:0 (2004, Vorrunde) – einziges Spiel gegen Griechenland
- Sambia 3:0 (2024, Vorrunde) – einziges Spiel gegen Sambia

Nur gegen Schweden kassierte die Mannschaft ihre höchste Niederlage bei den Olympischen Spielen: 0:3 in der Vorrunde 2021.

### Spielerinnen
- Das zweitschnellste Tor: Heather O’Reilly nach 41 Sekunden im Spiel gegen Neuseeland am 12. August 2008[10]
- Das schnellste Tor in einem Finale: Tiffeny Milbrett nach 5 Minuten am 28. September 2000 gegen den späteren Sieger Norwegen
- Das einzige Golden Goal: Shannon MacMillan im Halbfinale 1996 gegen Norwegen 1996 in der 100. Minute zum 2:1 n. V.
- Älteste Medaillengewinnerin: Carli Lloyd mit 39 Jahren und 20 Tagen beim Gewinn der Bronzemedaille 2021
- Älteste Goldmedaillengewinnerin: Christie Rampone mit 37 Jahren und einem Monaten beim Gewinn der Goldmedaille 2012
- Jüngste Goldmedaillengewinnerin: Cindy Parlow mit 18 Jahren und zwei Monaten beim Gewinn der Goldmedaille 1996
- Jubiläumstore: Abby Wambach erzielte das 100. und 150. Tor der Olympischen Spiele der Frauen

### Negativrekorde
- Die meisten Gelben Karten in einem Spiel: USA gegen Brasilien im Halbfinale am 24. September 2000 (je 4 Karten) und Frankreich gegen Brasilien im Viertelfinale am 3. August 2024 (3 und 5 Karten)